# Amazonas (zvezna država)
Amazonas (brazilsko portugalsko: [ɐmaˈzonɐs] ) je zvezna država Brazilije v severni regiji v severozahodnem delu države. Je največja brazilska država po površini in deveta največja enota države na svetu. Je največja državna enota v Južni Ameriki, saj je večja od Čila, Paragvaja in Urugvaja skupaj. Sosednje države so (s severa v smeri urinega kazalca) Roraima, Pará, Mato Grosso, Rondônia in Acre. Prav tako meji na države Peru, Kolumbija in Venezuela; to vključuje departmaje Amazonas, Vaupés in Guainía v Kolumbiji, pa tudi zvezno državo Amazonas v Venezueli in regijo Loreto v Peruju.
Država Amazonas je dobila ime po reki Amazonki in je bila prej del španskega imperija, podkraljevstva Peru, regije, imenovane Španska Gvajana. Naselili so jo Portugalci, ki so se preselili severozahodno iz Brazilije v zgodnjem 18. stoletju in so jo po Madridski pogodbi leta 1750 vključili v Portugalski imperij. Leta 1889 je postala država pod Prvo brazilsko republiko.
Večji del države pokriva tropski deževni gozd; mesta so strnjena ob plovnih poteh in so dostopna le z ladjo ali letalom. Glavno in največje mesto je Manaus, moderno mesto z 2,1 milijona prebivalcev sredi gozda ob reki Amazonki, 1500 km gorvodno od Atlantskega oceana. Skoraj polovica državnega prebivalstva živi v mestu; druga velika mesta, Parintins, Manacapuru, Itacoatiara, Tefé in Coari, so tudi ob reki Amazonki v vzhodni polovici države.

## Etimologija
Prvotno ime je reki Amazonki, ki teče skozi državo, dal Španec Francisco de Orellana leta 1541. Trdil je, da je naletel na bojevito pleme domorodcev, s katerimi se je bojeval, in jih je primerjal z Amazonkami iz grške mitologije, ki jim daje isto ime Río de las Amazonas.

## Zgodovina
{{glavni|Zgodovina Amazonije]]
Zgodovina Amazonije je rezultat pogodb, verskih misij in nekaj domorodnih uporov na ozemlju Amazonije. Sprva je po pogodbi iz Tordesillasa mesto pripadalo Španskemu imperiju, kasneje pa ga je priključila portugalska krona. Mednarodne državne meje, ki po osamosvojitvi Brazilije leta 1822 niso bile določene, so bile razmejene med podpisom Bogotske pogodbe. Arheološke raziskave kažejo na pretekle dejavnosti skupin paleoindijanskih lovcev in nabiralcev, ki so datirane približno 11.200 let pred današnjim dnem.
Obdobje največjega človekovega razvoja v porečju Amazonke je znano kot pozno predkolumbovsko obdobje, ki sovpada z evropsko invazijo v 16. in 17. stoletju in družbeno-političnim razpadom zapletenih družb, ki so zasedale porečje reke Amazonke. Ozemlje je bilo nekoč del portugalske upravne enote, imenovane Država Grão-Pará in Maranhão, katere glavno mesto je bilo sprva São Luiz do Maranhão, vendar je bilo premeščeno v mesto Santa Maria de Belém do Grão-Pará (danes Belém), ki je postalo državi Grão-Pará in Rio Negro po upravni ustanovitvi kapitanije São José do Rio Negro s sedežem v Barcelosu. Med sredino 18. in 19. stoletjem je bil Barra do Rio Negro (danes Manaus) povišan v kategorijo vasi in postal upravno glavno mesto kapitanije Rio Negro.
Po razkosanju province Grão-Pará je bila država 5. septembra 1850 imenovana za São José da Barra do Rio Negro. Dom Peter II. Brazilski je novo provinco poimenoval Amazonas glede na istoimensko reko, ki je bila tako so ga imenovali Španci v ekspedicijskih zgodovinskih poročilih bratov Gasparja de Carvajala in Francisca de Orellana. Ko je Orellana leta 1541 potoval po današnji reki Amazonki v iskanju zlata in začimb proti Atlantskemu oceanu, so potok imenovali Grande, Mar Dulce ali celo Río de la Canela, zaradi velikih dreves cimeta, ki so jih tam našli.
Vendar pa je bilo glavno ime, dano reki, Rio de las Amazonas, zaradi domnevnega zmagovitega odpora domorodnih bojevnikov proti zavojevalcem, o katerem so poročali španski konkvistadorji. Informacija je bila tako pomembna, da se je španska krona nanjo seznanila po zgodbah, ki so reko omenjale kot Amazonko glede na mit o Amazonkah v grški mitologiji. Orellana je dobil pravico do raziskovanja novih dežel, kar pa ni bilo uresničeno zaradi njegovega izginotja ob izlivu reke.

### Administrativna evolucija
| Amazonas je bila prvotno kapitanija São Jose do Rio Negro, nato okrožje Grão-Pará, ki je postalo provinca in končno država Brazilije. 1616 Kapitanija Maranhão se začne širiti proti zahodu 1751 Maranhão ponovno ustanovljen kot država Grão-Pará e Maranhão 1755 Kapitanija Rio Negro se je odcepila 1757 Kapitanija Rio Negra se je ponovno pridružila 1772 Grão-Pará e Rio Negro se je odcepil od Grão-Pará e Maranhão 1775 Kapitanija Grão-Pará zvezne države Brazilije 1821 Provinca Pará 1822 provinca Pará neodvisne Brazilije 1832 Ustanovitev sodnega okrožja Zgornje Amazone pod Parájem 1850 Provinca Amazonas se je odcepila od Parája 1889 Država Amazonas Glavno mesto 1755 vas São José do Javari; postala je vila Maryua 1758 je Maryua povzdignjena v mesto in imenovana Barcelos 1788–1799, prestolnica se je preselila v Barra do Rio Negro 1799–1808 Glavno mesto je bilo spet v Barcelosu 1808 Barra do Rio Negro glavno mesto, ki se je leta 1832 preimenovalo v Manaus |

### Vzpon deževnega gozda
Nekoč je reka Amazonka tekla proti zahodu, morda kot del rečnega sistema proto-Kongo (Zaire) iz notranjosti današnje Afrike, ko sta bili celini združeni kot del zahodne Gondvane. Pred 15 milijoni let so Andi nastali s trkom Južnoameriške plošče s ploščo Nazca (vzhodni pacifiški ocean). Dvig Andov in povezava brazilskega in gvajanskega kamninskega ščita sta blokirala reko in povzročila, da je Amazonka postala prostrano celinsko morje. Postopoma je to celinsko morje postalo ogromno močvirnato sladkovodno jezero in morski prebivalci so se prilagodili življenju v sladki vodi. V sladkih vodah Amazonije je na primer danes mogoče najti več kot 20 vrst ožigalkarjev, ki so najbolj sorodni tistim, ki jih najdemo v Tihem oceanu.
Pred približno 10 milijoni let so vode delovale skozi peščenjak proti zahodu in Amazonka je začela teči proti vzhodu. V tem času se je rodil amazonski pragozd. Med ledeno dobo se je morska gladina znižala in veliko amazonsko jezero je hitro presahnilo ter postalo reka. Tri milijone let pozneje se je gladina oceana dovolj znižala, da je razgalila srednjeameriško ožino in omogočila množično selitev vrst sesalcev med obema Amerikama.
Ledene dobe so povzročile umik tropskih deževnih gozdov po vsem svetu. Čeprav se o tem razpravlja, se domneva, da se je velik del Amazonije vrnil v savane in gorske gozdove. Savana je razdelila zaplate deževnega gozda na 'otoke' in ločila obstoječe vrste za dovolj dolga obdobja, da je omogočila genetsko diferenciacijo. Podoben umik deževnega gozda se je zgodil v Afriki, kjer vzorci jedra Delta kažejo, da celo mogočno porečje Konga v tem času ni bilo deževnega gozda. Ko so se ledene dobe končale, je bil gozd spet združen in vrste, ki so bile nekoč eno, so se dovolj močno ločile, da so bile označene kot ločene vrste, kar je prispevalo k izjemni raznolikosti regije. Pred približno 6000 leti se je gladina morja dvignila za približno 130 metrov, zaradi česar je bila reka ponovno poplavljena kot dolgo, velikansko sladkovodno jezero.

### Domorodna ljudstva
Predkolumbovsko Amazonijo so poseljevala polnomadska ljudstva, katerih preživetje je mešalo občasno kmetijstvo z ribištvom in načinom življenja lovcev in nabiralcev. Ker je Krištof Kolumb napačno razumel celino, na katero je prispel, so domorodno prebivalstvo Portugalci imenovali in še vedno imenujejo índios. V 16. stoletju je v regiji živelo približno dva tisoč indijanskih plemen, kar je morda pomenilo nekaj milijonov ljudi, vendar so pojavi, kot sta bolezen in asimilacija z brazilsko kulturo povzročil, da je njihovo število konec 20. stoletja padlo na približno tristo tisoč in dvesto plemen. Nekatera plemena, ki niso v stiku, še vedno obstajajo v regiji.

### Kolonialni konflikti
V kolonialnem času je bilo ozemlje, ki danes pripada državi Amazonas, kombinacija pogodb, ekspedicij, evangelizacije in vojaških okupacij. Redke, a zabeležene zahteve in upori domorodcev v regiji so bili sprva sprejeti s strani Španskega imperija s pogodbo iz Tordesillasa, nato pa s prvo pogodbo iz San Ildefonsa s prvo pogodbo Portugalskega imperija. Država vključuje tudi ozemlje iz neuspelih poskusov kolonizacije s strani evropskih sil, kot sta Anglija in Nizozemski imperij.
Prvo špansko odpravo je izvedel Francisco de Orellana v sodelovanju s katoliškim duhovnikom Gasparjem de Carvajalom, ki je odpravo dokumentiral. Poročal je o konfliktu proti avtohtonim ženskam, ki je privedel do današnjega imena reke, nato pa do trenutnega imena regije in države (Amazonas: Amazonke). Drugo špansko odpravo je izvedel Pedro de Ursúa, ki je nameraval dokazati prejšnjo odpravo, vendar je Španski kralj opustil poskus kolonizacije regije.
Po združitvi iberskih kraljestev je Portugalska začela ekspedicijo na reki [vendar obratno od Francisca de Orellana, pri izlivu reke do mesta današnjega mesta Quito, glavnega mesta Ekvadorja], z namenom o priključitvi španskih dežel (ki obsegajo sedanje ozemlje brazilske Amazonije) Portugalskemu kraljestvu. Po razpadu Iberske unije so bile portugalske in španske posesti v regiji neopredeljene, kar je povzročilo notranje konflikte v regiji med Portugalsko in Španijo. Portugalska krona je kasneje uveljavila načelo uti possidetis glede na regijo. To je bila prva uveljavitev načela rimskega prava uti possidetis, ita possideatis (latinsko za 'kdor ima posest, ima oblast').
Pojavila so se nasprotujoča si vprašanja med tem, kar je bilo podeljeno z zakonom v Tordesilljski pogodbi (1494) in kasnejšo realnostjo kolonialne ekspanzije: Španci, vzhodno od pacifiških obalnih nižin (čeprav jih omejujejo Andi) in Portugalci, proti zahodu (s pomočjo ob vodnih poteh in nižinah mogočne Amazonije). Madridska pogodba (13. januarja 1750) – ki je določila mejo med španskimi posestmi in južno portugalsko Brazilijo – je najprej razglasila načelo, da bodo nove države ob nastanku imele oblast nad deželami, ki so bile poseljene kot kolonije. Implicitno je odprla vrata zahtevam po predhodni posesti v prostranih deželah severa.
Po osamosvojitvi Brazilije leta 1822 so bile sedanje meje države Amazonas še nedoločene – takrat z Veliko Kolumbijo. Notranji konflikti v tej sosednji državi so povzročili nastanek Kolumbije, Ekvadorja, Venezuele in Paname. Brazilija je podpisala pogodbo Vásquez Cobo–Martins (1908) (s temi državami), s katero je ta posest na severu dokončno pripadla Braziliji. Eno regijo označuje geodetska črta Apóporis-Tabatinga; in drugo je občinsko območje São Gabriel da Cachoeira, na meji med Brazilijo in Kolumbijo.

### Španski konkvistadorji in jezuiti
S pogodbo iz Tordesillasa (1494) je bilo celotno amazonsko porečje v območju španske krone. Ustje velike reke je raziskoval španski konkvistador Vicente Yáñez Pinzón, ki ga je dosegel februarja 1500 s svojim bratrancem Diegom de Lepejem. Reko je poimenoval Río Santa María de la Mar Dulce (reka Svete Marije Sladkega morja) zaradi velikega sladkovodnega izliva, ki se ob njenem izlivu razteza v morje.
Leta 1541 sta španska konkvistadorja Gonzalo Pizarro in Francisco de Orellana iz Quita v Ekvadorju prečkala Ande in raziskala tok reke do Atlantskega oceana. Staroselci so to reko imenovali Conoris. Mit o bojevnicah na reki se je razširil v poročilih in knjigah brez kakršnega koli priljubljenega obsega, zaradi česar so te regije še vedno dobile imena bojevnikov iz grške mitologije, Amazonke — med njimi največja reka v regiji, ki je postala znana kot reka Amazonka. Zgodnje publikacije so, kot je bilo takrat v slogu, reko imenovale po njenem evropskem raziskovalcu Orellani.
Tudi v 16. stoletju so bile ekspedicije konkvistadorjev Pedra de Ursúa in Lopeja de Aguirreja v iskanju legendarnega »El Dorada«, izgubljenega zlatega mesta (1559–1561) Španski jezuitski misijoni so bili prva naselja gorvodno ob Amazonki. Kar 30 misijonov je bilo ustanovljenih na ozemlju Amazonije, sedem v Braziliji, med letoma 1638 in 1727. Občina Silves na otoku jezera Saracá je ena najstarejših v Amazoniji, ki izvira iz misijona Mercedarian, ustanovljenega leta 1663. Do zgodnjega 18. stoletja so jih uničili Portugalci, izselili zaradi črnih koz ali pa so njihove staroselske prebivalce odpeljali kot sužnje portugalski bandeiranti. Nekaj so jih prevzele portugalske karmeličanke. Uničenje misijonov je pomenilo konec španskih zahtevkov v zahodni Amazoniji. Samo eno je danes naseljeno mesto, San Pablo, zdaj občina São Paulo de Olivença.

### Angleške, nizozemske in francoske postojanke
Od približno leta 1580, brez dejanske zasedbe, so Angleži, Nizozemci, Francozi (in celo nekateri Irci), ki so iskali tako imenovane Drogas do Sertão (začimbe zaledja), vzpostavili nekaj postojank gorvodno od ustja Amazonke.

### Portugalska uzurpacija
Vsaj od časa tordesilljske pogodbe leta 1494 do madridske pogodbe leta 1750 je bilo območje zgornje Amazonije del španskega podkraljevstva Peru (podkraljevstvo Nova Granada po letu 1717). Vse severno od Amazonije (Solimões) in zahodno od reke Nhamundá (Yamundá, v španščini), pritoka levega brega Amazonke, ki tvori mejo Amazonas s Pará, je bilo znano kot Španska Gvajana.
Portugalska širitev proti zahodu in severu od linije Torsedillas se je začela od meje najsevernejše kapitanije Maranhão z izgonom Francozov iz São Luisa leta 1615 in ustanovitvijo Beléma ob izlivu Amazonke leta 1616. Raziskovanje in kolonizacija sta od tam sledila vodni poti navzgor.
Obstajajo poročila o portugalskih karmeličanskih misijonarjih, ki so bili dejavni na območju Solimões, gorvodno od reke Rio Negro, že v 1620-ih letih, vendar stalne naselbine niso bile ustanovljene še 80 let, zato so zapisi nejasni. Prvi dokumentirani portugalski vpad v zgornjo Amazonijo je bila ekspedicija portugalskega raziskovalca in vojaškega častnika Pedra Teixeire, ki je sledil veliki reki od Atlantskega oceana do Quita v Ekvadorju s 70 vojaki in 1200 Indijanci v sedeminštiridesetih velikih kanujih (1637–1639). Vrnil se je po isti poti in prispel nazaj v Belem leta 1639. Po Portugalcih je Pedro Teixeira leta 1639 postavil posestno oznako na zgornjem toku reke Japurá. Kmalu zatem je portugalski bandeirante António Raposo Tavares, čigar bandeira je zapustil kapitan São Vicente je potoval po kopnem, dosegel Ande in se po reki Amazonki vrnil v Belém ter med letoma 1648 in 1651 obiskal skupno približno 12.000 kilometrov.
Tropski deževni gozd je sovražen in neprehoden, pa tudi evropska naselja so bila izključno ob vodnih poteh. Portugalska širitev je na splošno potekala od vzhoda proti zahodu in od glavnega kanala, Solimões, proti severu in jugu vzdolž pritokov. Značaj naselbin je bil treh vrst: obrambno-zasedbeni (fortes), gospodarski (feitorias) in evangeličanski (missões). Prve stalne portugalske naselbine v regiji so bile Itacoatiara 176 km vzhodno od Manausa, ki jo je leta 1655 ustanovil portugalski jezuit Padre António Vieira kot misijon Aroaquis na otoku Aibi blizu izliva v jezero Arauató, sledil ji je São Gabriel, ustanovljen leta 1668 kot frančiškanski pater Teodózio [ali Teodósio] da Veiga in stotnik Pedro da Costa Favela na reki Rio Negro, blizu izliva reke Rio Aruím. Leta 1761 je bila na tem mestu zgrajena utrdba in naselje je postalo mesto São Gabriel da Cachoeira. Prva misijonska aldea Portugalcev v Negro je bila tista, znana kot Santo Elias dos Tarumas (prvotno aldeia Nossa Senhora da Conceição, pozneje imenovana Airão), iz leta 1692. Glavno mesto Manaus je bilo ustanovljeno leta 1669 kot utrdba São José do Rio Negro (pozneje imenovan Lugar da Barra do Rio Negro ali 'kraj na obali Rio Negro') na sotočju rek Rio Negro in Solimões.
Kraljeva listina iz leta 1693 je Amazonijo razdelila med jezuite, karmeličane, kapucine in frančiškane: jezuiti so svoje delovanje omejili na južni breg Amazonke gorvodno do izliva Madeire; severna obala Amazonije do Trombetas je pripadla frančiškanom, do izliva Rio Negra Mercedarijancem, sam Negro in Solimoes pa karmeličanom. Portugalski karmeličani so začeli pozneje kot španski jezuiti, vendar je bil njihov vpliv trajnejši. Med letoma 1697 in 1757 so ustanovili osem misijonov na Solimõesu in devet na reki Rio Negro. Poleg tega je bilo v Solimõesu nekaj portugalskih jezuitskih misijonov. Leta 1731 so portugalski jezuiti prejeli ukaz od guvernerja Luiza de Vasconcellosa Loba, da ustanovijo dve aldeii nad ustjem reke Rio Negro, eno na desnem bregu Orellana Solimões, med vzhodnim ustjem Javari in karmelsko aldeio São Pedro ; druga na zahodnem izlivu velike reke Japurá. To je bil začetek tistega, kar so poimenovali jezuitsko-karmeličanska vojna.
Protistrup za naselitev je bila bolezen: zaradi hudih epidemij črnih koz v letih 1661, 1695, 1724 in 1743/49 je regija skoraj izpraznjena. Karmeličanski pater je imel opazen uspeh z metodo variolacije leta 1729, vendar tehnika ni bila razširjena. Jennerjevo cepivo proti kravjim kozam je bilo v Braziliji uvedeno šele leta 1808. Variolacija je bila prepovedana leta 1840, cepljenje pa je bilo predpisano leta 1854. Toda epidemije so se stopnjevale, dokler niso na prelomu stoletja končno izzvenele.
V okviru projekta zasedbe amazonskega zaledja je bila marca 1755 ustanovljena kraljeva kapitanija São José do Rio Negro, podrejena Para, s sedežem v vasi Mariuá (zdaj Barcelos).

#### Meje Brazilije
Meja med portugalsko in špansko prevlado nad Amazonijo je bila sčasoma določena pri Rio Javari (reka, ki izvira na meji med zvezno državo Amazonas v Braziliji in departmajem Loreto v Peruju) z Madridsko pogodbo leta 1750.
Do sredine 18. stoletja se je dejanska meja med dvema imperijema, španskim podkraljevstvom Peruja in portugalsko Brazilijo, premaknila na območje sotočja rek Rio Negro in Amazonke v zgornji Amazoniji. Medtem ko je Madridska pogodba leta 1750 implicitno priznala načelo uti possiditis, dejansko ni določila severnih meja države. Takrat je bila meja spora med špansko in portugalsko domeno v zgornjem Solimõesu, na stičišču reke Rio Negro. V zgornjem Salomoesu se je španski misijonski vpliv izpodrival, podkralj pa je bil ravnodušen do kolonizacije, vendar portugalske naselbine še niso bile ustanovljene. Del severne meje med Brazilijo in takratno Britansko Gvajano je določila španska komisija za mejno črto Yturriaga in Solano (1757–1763). Po dveh neodločnih vojnah med portugalskimi in španskimi kolonialnimi silami 1761–1763 in 1776–1777 je bila med letoma 1781 in 1791 določena meja med špansko in portugalsko posestjo, podkraljevstvom Peru (in državami naslednicami) in regijo Grão-Pará v Braziliji s pogajanji.

### Obdobje upora
Leta 1821 sta provinci Grão-Pará in Rio Negro postali enotna Grão-Pará. Naslednje leto je Brazilija razglasila svojo neodvisnost in Grão-Pará je postala provinca Pará zvezne države Brazilije.
Ko je cesar Peter I. Brazilski leta 1822 razglasil neodvisnost od Portugalske, se je moral boriti tudi proti provincama Grão-Pará in Maranhão. Leta 1823 je ladja, ki ji je poveljeval britanski častnik John Pascoe Grenfell, prispela v pristanišče Belém, da bi se spopadla z uporniki. Šele avgusta 1824 je novi guverner prisegel zvestobo brazilskemu cesarju. Provinca Pará, vključno s comarco Rio Negro, regijo zgornje Amazonije, je bila leta 1824 vključena v Brazilsko cesarstvo.
Upor leta 1832 je zahteval avtonomijo regije Amazonas kot ločene province Pará. Upor je bil zatrt, vendar so Amazonci lahko poslali predstavnika na cesarski dvor, patra Joséja dos Santosa Inocentesa, ki je spodbudil ustanovitev okrožja Zgornje Amazonije. Med Cabanagemom v letih 1835–40 je Amazonas ostala zvesta cesarski vladi in se ni pridružila uporu.
Kot nekakšno nagrado za zvestobo je provinco Amazonas leta 1850 uradno ustanovil cesar Peter II. Brazilski.

### Kavčuk in gospodarsko izkoriščanje
Od sredine 19. stoletja so na ozemlje začeli prihajati migranti s severovzhoda, ki so iskali boljše življenje. Zaradi razcveta kavčuka so se naselili v pomembnih amazonskih mestih, kot so Manaus, Tabatinga, Parintins, Itacoatiara in Barcelos, prva prestolnica Amazonije. Država je imela obdobje sijaja v 1890-ih, na vrhuncu razcveta kavčuka. Vendar pa so bili gospodarski dobički v veliki meri posledica velikega človeškega trpljenja: tisoče zasužnjenih ameriških indijanskih seringueirosov (kavčukarjev) je umrlo zaradi bolezni in preobremenjenosti.
Manaus, ki se je že ponašal kot upravno glavno mesto države, je doživel veliko rast prebivalstva in gospodarski napredek, predvsem zaradi izvoza surovin, do takrat izključno iz regije Amazonije. Z bogastvom, ustvarjenim s proizvodnjo in izvozom naravnega kavčuka (Hevea brasiliensis), je amazonska prestolnica dobila velika dela, kot so pristanišče Manaus, Amazonsko gledališče, palača pravice, rezervoar Mocó, prva mreža električne energije in storitve javnega prevoza kot so tramvaji. Sedež je postal simbol blaginje in civilizacije za državo Amazonas, saj je bilo središče pomembnih umetniških in kulturnih dogodkov. Razcvetelo se je tako trgovanje z luksuznimi izdelki, z moškimi in ženskami z vsega sveta, ki so paradirali po njegovih ulicah in avenijah, ob nakupu tako imenovanega 'črnega zlata' ter preprodajali velike dobičke v glavnih prestolnicah Evrope in v Združenih državah od leta 1910, ko so se začeli težki časi. Zaradi močne konkurence naravnega kavčuka, posajenega v plantažah kavčuka na azijski celini in prodaji na evropske in ameriške trge z vrhunskimi prednostmi, so na koncu uveljavile bankrot amazonskega gospodarstva. Do poznega 19. stoletja je brazilski gumarski monopol počasi umiral, saj so britanske in nizozemske plantaže v jugovzhodni Aziji proizvajale cenejši kavčuk vrhunske kakovosti, do leta 1900 pa je država Amazonas padla v resen gospodarski propad.

### Prostotrgovinska cona
Prostotrgovinska cona Manaus (imenovana tudi Industrijski pol Manausa ali Industrijski pol brazilske Amazonije) je bil gospodarski razvojni projekt, izveden z zakonom št. 3 173 z dne 3. junija 1957, ki je preoblikoval, razširil in vzpostavil davčne spodbude za uvedbo industrijskega, komercialnega in kmetijskega središča na fizičnem območju 10 000 km² s sedežem v mestu Manaus. Kljub sprejetju leta 1957 je bil ta projekt dejansko uveden šele z odlokom-zakonom št. 288 z dne 28. februarja 1967.
Projekt je izvedla brazilska vojaška vlada, sprva so bile koristi tega projekta razširjene na zahodno Amazonijo, ki so jo sestavljale države Amazonas, Acre, Rondônia in Roraima. 20. avgusta 2008 je prostotrgovinsko območje Macapá, ki ga je nadzornik proste cone (Suframa) vključil v Svet Manausa, zato je Amapá prejela enake ugodnosti kot druge amazonske brazilske države. Ustanovitev cone proste trgovine v Manausu je bila namenjena spodbujanju okupacije prebivalstva te regije in dvigu ravni varnosti, da bi poleg tega ohranili celovitost, zavirali krčenje gozdov v regiji in povrnili ohranjanje in trajnost biotske raznovrstnosti, ki je prisotna v državi. V letih obstoja je zgodba cone proste trgovine Manaus razdeljena na štiri faze: prva, od leta 1967 do 1975, je zaznamovala referenco v industrijski politiki države za nadomestitev uvoza končnega blaga in oblikovanje notranjega trga; drugo, od leta 1975 do 1990, je zaznamovalo sprejetje ukrepov za spodbujanje vložkov domače industrije, zlasti v zvezni državi São Paulo (tedanji največji potrošnik); tretji, v letih 1991 in 1996, je stopil v veljavo nova industrijska politika in zunanja trgovina, ki jo je zaznamovalo odpiranje brazilskega gospodarstva, znižanje uvoznih davkov za preostalo državo in poudarek na kakovosti in produktivnosti, z izvajanjem Brazilske politike kakovosti in produktivnosti (PBPQ v portugalščini) in program industrijske konkurenčnosti; in četrti in zadnji, od 1996–2002, zaznamuje njegovo prilagajanje scenarijem globaliziranega gospodarstva in prilagoditve, ki so jih zahtevali učinki Načrta Real, kot gibanje privatizacije in deregulacije.

## Geografija
Zanjo je značilno, da je največja izmed zveznih držav Brazilije s površino 1.559.159,148 kvadratnih kilometrov. Večino ozemlja Amazonije zasedajo gozdni rezervati in voda. Dostop do regije je večinoma omogočen po vodni poti ali z letali. Je na severu Brazilije in meji na države Mato Grosso, Rondônia in Acre na jugu; Pará in Roraima, na severovzhodu onkraj republik Peru 1430 km vzdolž reke Javari, Kolumbija 1644 km in Venezuela 996 km proti jugozahodu oziroma severozahodu. Večina njenega ozemlja je v časovnem pasu UTC−4 (s 4 urami manj kot srednji čas po Greenwichu (GMT). Trinajst občin na zahodu države je v časovnem pasu UTC−5; je ena od držav Brazilije ki vsebuje dva časovna pasova na svojem ozemlju. Je razdeljena z reko Amazonko, največjo reko po količini vode na svetu. V državi ima reka več pritokov: Rio Negro, Madeira, Purus, Japurá, Juruá, Içá ali Putumajo in številna druga sotočja. Večina rek je plovnih za velike ladje.

### Podnebje
Povprečna temperatura se glede na sezono zelo malo spreminja, med 26 do 28 °C, količina padavin se spreminja od 50 do 250 mm na mesec, v povprečju 2100 mm na leto. Večji del države je v podnebnem pasu tropskega deževnega gozda, vrsti tropskega podnebja, v katerem ni sušnega obdobja - vsi meseci imajo povprečne vrednosti padavin vsaj 60 mm. Njena zemljepisna širina je znotraj petih stopinj od ekvatorja, nad katerim prevladuje medtropsko konvergenčno območje. Ekvatorialno podnebje je v Köppnovi klasifikaciji podnebja označeno z Af.

## Relief
Relief države je relativno nizek, saj v regiji 85 % ne presega 100 metrov nadmorske višine. Najvišje točke države so Pico da Neblina, s približno višino 2994 metrov, sledi mu Pico Phelps ali Pico 31. marec z 2973 metri, ki je na meji med Venezuelo in Brazilijo, obe gori sta v občini Santa Isabel do Rio Negro in sta ironično najvišji v Braziliji.

### Rastlinstvo
Amazonas je skoraj v celoti pokrita z amazonskim deževnim gozdom, 98 % po uradnih podatkih in je razdeljena na tri vrste habitatov, in sicer:
- Igapó – trajno poplavljeno zemljišče, korenine vegetacije vedno potopljene
- Várzea – višje od igaposa, kopno je potopljeno le, ko so reke najvišje v deževnem obdobju
- nizka planota – še višje, nikoli potopljena

Amazonija predstavlja več kot polovico preostalih deževnih gozdov na planetu in obsega največje in z vrstami najbolj bogato območje tropskega deževnega gozda na svetu. Deževni tropski gozdovi so z vrstami najbolj bogat biom in tropski gozdovi v Ameriki so dosledno bogatejši z vrstami kot tropski gozdovi v Afriki in Aziji. Kot največje območje tropskega deževnega gozda v Ameriki imajo amazonski deževni gozdovi neprimerljivo biotsko raznovrstnost. Več kot 1⁄3 vseh vrst na svetu živi v amazonskem deževnem gozdu. in vrste se odkrivajo skoraj vsak dan. Največja biotska raznovrstnost na planetu je prisotna v državi Amazonas, kar povzroča veliko presenečenje obiskovalcev.

## Demografija
Populacija predstavlja 1,9 % prebivalstva v Braziliji.
Glavna trgovska mesta so Barcelos, Benjamin Constant, Eirunepe, Itacoatiara, Lábrea, Manacapuru, Manicoré, Parintins in Tefé.
Država je dosegla zelo veliko rast prebivalstva v zgodnjem 20. stoletju zaradi zlatega obdobja kavčuka in po namestitvi industrijskega pola Manausa v 1960-ih. Država še vedno ohranja stopnje prebivalstva nad državnim povprečjem. V 1950-ih je imela država rast prebivalstva za 3,6 % na leto, medtem ko je Brazilija ohranila rast pri 3,2 %. V obdobju med letoma 1991 in 2000 je Amazonas rasla za 2,7 % letno, medtem ko je nacionalno povprečje ostalo pri 1,6 %. Za leto 2018 je bila ocena 4.080.611 prebivalcev.
Sestava amazonskega prebivalstva po spolu kaže, da je na vsakih 100 prebivalk te države 96 moških; to majhno neravnovesje med spoloma je zato, ker je pričakovana življenjska doba žensk osem let daljša od pričakovane življenjske dobe moških. Vendar pa se v državo selijo večinoma moški.
Glavno mesto Manaus je največje mesto v severni regiji s približno 2.145.444 prebivalci. V mestu živi 52 % prebivalstva države.
Urbanizacija: 77,6 % (2006); Rast prebivalstva: 3,3 % (1991–2000); Hiše: 819.000 (2006).
Državni popis leta 2022 je razkril naslednje številke: ljudje Pardo (večrasni) (68,80 %), belci (18,40 %), staroselci (7,70 %), črnci (4,90 %).
Amazonas je brazilska zvezna država z največjim domorodnim prebivalstvom in 53 od znanih 274 domorodnih jezikov v Braziliji se govori v Amazonasu.
Glede na genetsko študijo iz leta 2013 je prednik prebivalcev Manausa 45,9 % Evropejcev, 37,8 % Indijancev in 16,3 % Afričanov.

### Največja mesta
| Največja mesta države Amazonas (2016 štetje: Brazilian Institute of Geography and Statistics) | Največja mesta države Amazonas (2016 štetje: Brazilian Institute of Geography and Statistics) | Največja mesta države Amazonas (2016 štetje: Brazilian Institute of Geography and Statistics) | Največja mesta države Amazonas (2016 štetje: Brazilian Institute of Geography and Statistics) | Največja mesta države Amazonas (2016 štetje: Brazilian Institute of Geography and Statistics) | Največja mesta države Amazonas (2016 štetje: Brazilian Institute of Geography and Statistics) | Največja mesta države Amazonas (2016 štetje: Brazilian Institute of Geography and Statistics) | Največja mesta države Amazonas (2016 štetje: Brazilian Institute of Geography and Statistics) | Največja mesta države Amazonas (2016 štetje: Brazilian Institute of Geography and Statistics) | Največja mesta države Amazonas (2016 štetje: Brazilian Institute of Geography and Statistics) |
|                                                                                               | Rang                                                                                          |                                                                                               | Mezoregija                                                                                    | Preb.                                                                                         | Rang                                                                                          |                                                                                               | Mezoregija                                                                                    | Preb.                                                                                         |                                                                                               |
| --------------------------------------------------------------------------------------------- | --------------------------------------------------------------------------------------------- | --------------------------------------------------------------------------------------------- | --------------------------------------------------------------------------------------------- | --------------------------------------------------------------------------------------------- | --------------------------------------------------------------------------------------------- | --------------------------------------------------------------------------------------------- | --------------------------------------------------------------------------------------------- | --------------------------------------------------------------------------------------------- | --------------------------------------------------------------------------------------------- |
| Manaus Parintins                                                                              | 1                                                                                             | Manaus                                                                                        | Center (mezoregija)                                                                           | 2.094.391                                                                                     | 11                                                                                            | Iranduba                                                                                      | Center (mezoregija)                                                                           | 46.703                                                                                        | Itacoatiara Manacapuru                                                                        |
| Manaus Parintins                                                                              | 2                                                                                             | Parintins                                                                                     | Center (mezoregija)                                                                           | 112.716                                                                                       | 12                                                                                            | Lábrea                                                                                        | Jug (mezoregija)                                                                              | 44.071                                                                                        | Itacoatiara Manacapuru                                                                        |
| Manaus Parintins                                                                              | 3                                                                                             | Itacoatiara                                                                                   | Center (mezoregija)                                                                           | 98.503                                                                                        | 13                                                                                            | São Gabriel da Cachoeira                                                                      | Sever (mezoregija)                                                                            | 43.831                                                                                        | Itacoatiara Manacapuru                                                                        |
| Manaus Parintins                                                                              | 4                                                                                             | Manacapuru                                                                                    | Center (mezoregija)                                                                           | 95.330                                                                                        | 14                                                                                            | Benjamin Constant                                                                             | Jugovzhod (mezoregija)                                                                        | 40.417                                                                                        | Itacoatiara Manacapuru                                                                        |
| Manaus Parintins                                                                              | 5                                                                                             | Coari                                                                                         | Center (mezoregija)                                                                           | 83.929                                                                                        | 15                                                                                            | Borba                                                                                         | Jug (mezoregija)                                                                              | 39.885                                                                                        | Itacoatiara Manacapuru                                                                        |
| Manaus Parintins                                                                              | 6                                                                                             | Tabatinga                                                                                     | Jugovzhod (mezoregija)                                                                        | 62.346                                                                                        | 16                                                                                            | Autazes                                                                                       | Center (mezoregija)                                                                           | 37.752                                                                                        | Itacoatiara Manacapuru                                                                        |
| Manaus Parintins                                                                              | 7                                                                                             | Tefé                                                                                          | Center (mezoregija)                                                                           | 62.230                                                                                        | 17                                                                                            | São Paulo de Olivença                                                                         | Jugovzhod (mezoregija)                                                                        | 37.300                                                                                        | Itacoatiara Manacapuru                                                                        |
| Manaus Parintins                                                                              | 8                                                                                             | Maués                                                                                         | Center (mezoregija)                                                                           | 61.110                                                                                        | 18                                                                                            | Careiro                                                                                       | Center (mezoregija)                                                                           | 36.922                                                                                        | Itacoatiara Manacapuru                                                                        |
| Manaus Parintins                                                                              | 9                                                                                             | Manicoré                                                                                      | Jug (mezoregija)                                                                              | 53.890                                                                                        | 19                                                                                            | Nova Olinda do Norte                                                                          | Center (mezoregija)                                                                           | 35.800                                                                                        | Itacoatiara Manacapuru                                                                        |
| Manaus Parintins                                                                              | 10                                                                                            | Humaitá                                                                                       | Jug (mezoregija)                                                                              | 52.354                                                                                        | 20                                                                                            | Eirunepé                                                                                      | Jugovzhod (mezoregija)                                                                        | 34.461                                                                                        | Itacoatiara Manacapuru                                                                        |

## Turizem
Turizem je zdaj osredotočen na ekoturizem, s središči v mestih Barcelos, Manaus, Parintins, Presidente Figueredo in Sao Gabriel da Cachoeira.

### Ekoturizem
- Amazonski deževni gozd
- Reka Amazonka

- Srečanje voda (reka Rio Negro in reka Solimões, v brazilski portugalščini je reka Solimões lokalno ime podaljška reke Amazonke).
- Rio Negro
- Narodni park Anavilhanas – Največji sladkovodni arhipelag rečnih otokov na svetu, Anavilhanas, je na reki Rio Negro v brazilski Amazoniji – 100 km gorvodno od Manausa.
- Ekološki park Lago Janauari
- Narodni park Pico da Neblina, Pico 31 de Março (Pico Phelps v Venezueli).
- Ekološki državni park Serra do Acará.

- Državni ekološki rezervat Nhamundá.
- Pohodi po Amazonski džungli in Canopy Tours
- Gozdni rezervat Adolfo Ducke
- Rezervat za trajnostni razvoj Mamirauá
- Narodni park Jaú
- Biološki rezervat Abufari

- Diskus (riba)
- Kardinalska tetra (Paracheirodon axelrodi)
- Pterophyllum scalare (sladkovodni angel)
- Plaža Açutuba
- Plaža Tupe

### Območja dediščine in kulture
- Mesto Manaus (palača Rio Negro, gledališče Amazon, pravosodna palača, ekološki rezervati Pied Tamarin, občinski park Mindú, živalski vrt CIGS in policijski muzej)
- Mesto Parintins (folklorni festival poteka junija vsako leto, vključno s karnevalom, ki poteka februarja)
- Mesto Sao Gabriel da Cachoeira (kultura domorodnih plemen: Baniwa, Yanomami in Tukano, hrib Šestih jezer in Pico da Neblina, najvišja gora v Braziliji)
- Plaža Ponta Negra
- Presidente Figueiredo (naravni slapovi)
- Jezero Balbina (lov na piranhe in druge amazonske ribe)
- Znanstveni gaj
- Festival Boi-Bumbas of Parintins
- Mestna tržnica Adolpho Lisboa